# Meliboeus burgeoni
Meliboeus burgeoni es una especie de escarabajo barrenador metálico del género Meliboeus, familia Buprestidae, orden Coleoptera.

## Taxonomía
Fue descrita por Obenberger en 1931 y publicada en Obenberger J. Specierum generis Meliboeus H. Deyrolle diagnoses praeliminares (Coleoptera. Buprestidae). Folia Zoologica et Hydrobiologica 2:202-219. (1931).